# La Tour Rouge à Halle
Pour les articles homonymes, voir La Tour rouge.
La Tour Rouge à Halle est une peinture expressionniste de Ernst Ludwig Kirchner réalisée en  1915.

## Description
Le tableau montre la place du marché de la ville de Halle avec la Tour Rouge. Le clocher néogothique du XVe siècle surmonte un bâtiment de briques rouges. À gauche se dresse la Marktkirche avec ses quatre tours (quinze ans plus tard, Lyonel Feininger reproduira aussi cette église dans plusieurs tableaux). Seul le tramway traverse la place déserte. La vue est plongeante et se déploie parallèlement au plan du tableau. Des nuages de fumées à l'arrière-plan rappellent la proximité de la guerre.

## Commentaire
Depuis le printemps 1915, Kirchner effectuait son service militaire et était stationné à Halle pour son instruction. Déjà fortement perturbé par la barbarie de la guerre, il fera quelques mois plus tard une grave dépression et sera réformé. En 1917, il quittera l'Allemagne pour séjourner à Davos en Suisse.